# Mudeungsan-Nationalpark
Der Mudeungsan-Nationalpark (무등산국립공원) ist einer der jüngsten Nationalparks in Südkorea. Vorher hatte er lange Jahre den Status eines Provinzparks.

## Lage und Geographie
Der Park liegt östlich der Stadt Gwangju in der Provinz Jeollanam-do. Die höchste Erhebung ist der 1187 m hohe Cheonwangbong, der Gipfel des Himmelskönigs. Zusammen mit dem Jiwangbong (Gipfel des Erdkönigs) und dem Inwanbong (Gipfel des Menschenkönigs) bildete er eine Pilgerstätte.

## Flora und Fauna
Der Nationalpark verfügt trotz seiner Nähe zu der Großstadt Gwangju über sehr viele Tier- und Pflanzenarten, zu denen auch seltene und gefährdete Arten wie der Otter und Lindera sericea gehören. Etwas häufiger anzutreffen sind die Gleithörnchen.

## Sehenswürdigkeiten
- Yaksasa-Tempel Dieser Tempel ist der einzige Tempel bei Gwangju, der die Kämpfe des Koreakrieges ohne große Schäden überstanden hat.
- Jeungsimsa-Tempel Dieser Tempel hatte nicht so viel Glück wie der Yaksasa: Er wurde sowohl während des Imjin- als auch während des Koreakrieges vollkommen zerstört. Der Wiederaufbau verzögerte sich bis in die 1970er Jahre hinein.[3]
- Wonhyosa-Tempel Auch dieser Tempel hielt den Wirren der Kriege nicht stand, allerdings gab es dadurch ein kleines Trostpflaster: Beim Wiederaufbau einiger Gebäude stieß man in den 1980er Jahren auf etwa 100 Artefakte aus Gold, Kupfer und Ton, die heute im Gwangju-Nationalmuseum ausgestellt sind.